# 恩里科·费米
恩里科·费米（義大利語：Enrico Fermi；1901年9月29日—1954年11月28日），意大利-美国物理学家，美国芝加哥大学物理学教授。他对量子力学、核物理、粒子物理以及统计力学都做出了杰出贡献，曼哈顿计划期间领导制造出世界首个核子反应堆（芝加哥1号堆），也是原子弹的设计师和缔造者之一，被誉为“原子能之父”。费米拥有数项核能相关专利，并在1938年因研究由中子轰击产生的感生放射以及发现超铀元素而获得了诺贝尔物理学奖。他是物理学日渐专门化后少数几位在理论方面和实验方面皆能称作佼佼者的物理学家之一。
费米在统计力学领域做出了他第一个重大理论贡献。物理学家沃尔夫冈·泡利1925年提出了泡利不相容原理。费米依据这一原理对于理想气体系统进行了分析，所得到的统计形式现在通常称作费米–狄拉克统计。现在，人们将遵守不相容原理的粒子称为“费米子”。之后，泡利又对β衰变进行了分析。为使这一衰变过程能量守恒，泡利假设在产生电子时同时会产生一种电中性的粒子。这种粒子当时尚未观测到。费米对于这一粒子的性质进行了分析，得出了它的理论模型，并将其称为“中微子”。他对β衰变进行理论分析而得到的理论模型后来被物理学家称作“费米相互作用”。这一理论后来发展为弱相互作用理论。弱相互作用是四种基本相互作用之一。费米还对由中子诱发的感生放射进行了实验研究。他发现慢中子要比快中子易于俘获，并推导出费米寿命方程来描述这一放射过程。在用慢中子对钍核以及铀核进行轰击后，他认为他得到了新的元素。尽管他因为这一发现而获得了诺贝尔物理学奖，但这些元素后来被发现只是核裂变产物。
费米1938年逃离意大利，以避免他的夫人劳拉因为犹太裔出身而受到新通过的意大利种族法波及。他移民至美国，并在第二次世界大战期间参与曼哈顿计划。费米领导了他的团队设计并建造了芝加哥1号堆。这个反应堆1942年12月2日进行了临界试验，完成了首次人工自持续链式反应。他之后着手建造位于田纳西州橡树岭的X-10石墨反应堆和漢福德區的汉福德B反应堆。这两个反应堆先后于1943年和1944年进行了临界试验。他还领导了洛斯阿拉莫斯国家实验室的F部，致力于实现爱德华·泰勒设计的利用热核反应的“超级核弹”。1945年7月16日，费米参与了三位一体核试，并利用自己的方法估算了爆炸当量。
战后，费米参与了由罗伯特·奥本海默领导的一般顾问委员会，向美国原子能委员会提供核技术以及政策方面的建议。在得知苏联1949年8月完成了首次原子弹爆炸试验后，费米从道德以及技术层面都极力反对发展氢弹。他1954年在奥本海默安全听证会上为奥本海默作证。但奥本海默最终仍是被剥夺了安全许可。费米对于粒子物理，特别是π介子以及μ子的相关理论，做出了重要贡献。他推测宇宙射线产生于星际空间中受磁场作用加速的物质。在他身后，有许许多多以他的名字命名的奖项、事物以及研究机构，其中包括：恩里科·費米獎、恩里科·费米研究所、费米国立加速器实验室、费米伽玛射线空间望远镜、恩里科·费米核电站以及元素镄。

## 早年
恩里科·费米在1901年9月29日誕生于罗马。他的父亲阿尔贝托·费米是意大利铁道部的部门负责人（義大利語：Capo Divisione），母亲伊达·德伽提丝是一名小学教员。他是家里第三个孩子，姐姐玛丽亚比他年长两岁，哥哥朱利奥比他年长一岁。兄弟二人出生后被送到乡下的乳母抚养，两岁半时恩里科回到家里。由于祖父母笃信天主教，恩里科在出生后依天主教教义接受了洗礼，但他和他的双亲一样并没有宗教信仰，并且一生信奉不可知论。恩里科年幼时与他的哥哥兴趣相投，他们一起制作电动机，并玩一些电动和机械玩具。1915年，朱利奥在进行咽喉脓肿手术的麻醉期间意外离世。
在罗马的鲜花广场附近的市集裏，費米买到了一本《数学物理要旨》（拉丁語：Elementorum physicae mathematicae），這是他在物理学方面的启蒙教材之一。这本900余页的书是由耶稣会士安德烈亚·卡拉法神甫于1840年以拉丁语写成的。卡拉法神甫是罗马学院的教授，他在这本书里叙述了当时已知的数学、经典力学、天文学、光学以及声学等方面的知识。费米与同样对科学非常感兴趣的恩里科·珀西科非常要好，常常一起钻研科学。他们曾一起搭起了一架陀螺仪，还嘗試準確测量地球引力所產生的加速度。费米父亲的同事阿道弗·阿米代伊积极鼓励费米学习物理，曾送给他几本有关物理学及数学的书，这些书让费米爱不释手。

## 比萨生涯

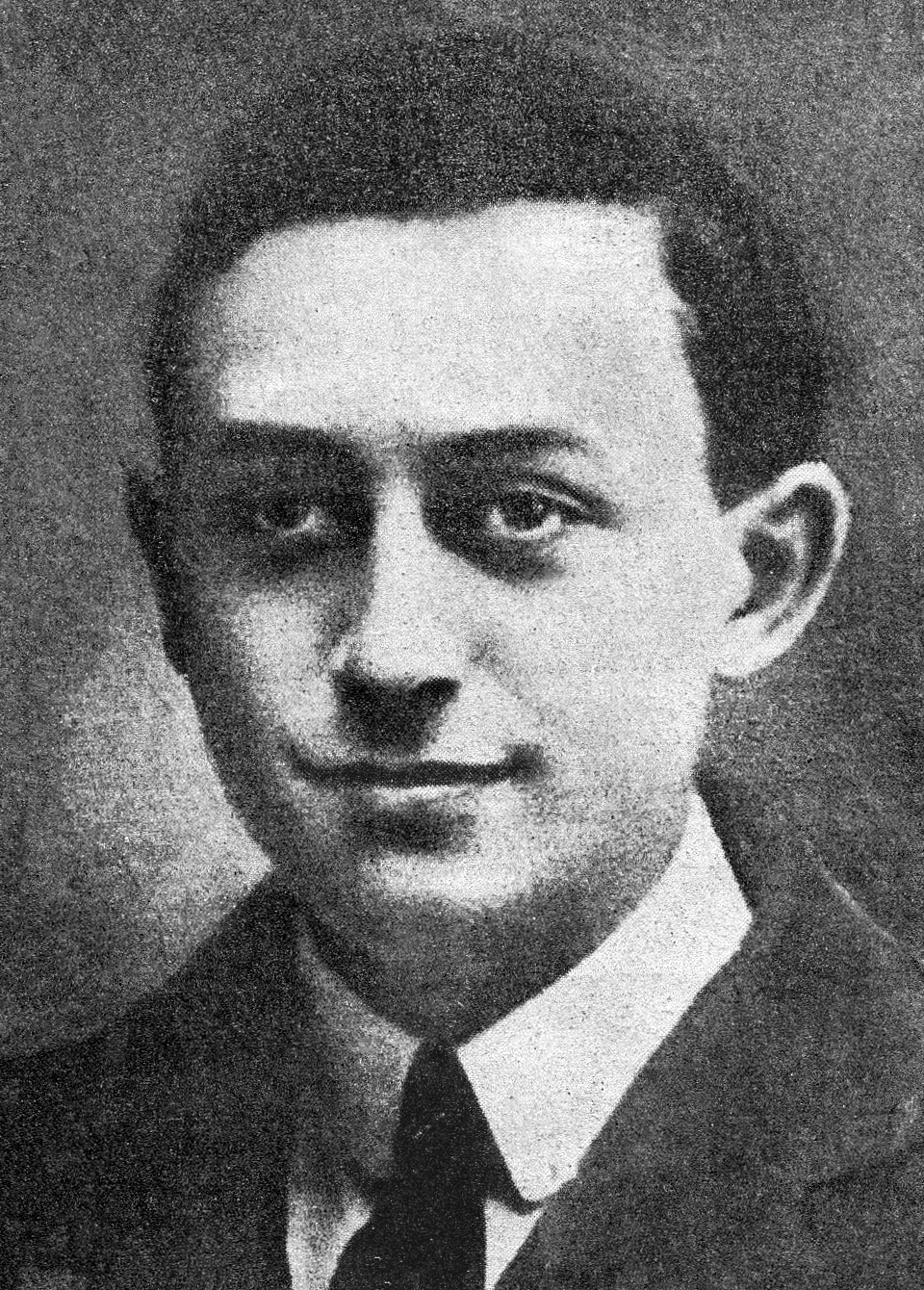
在比萨求学时的费米

1918年7月，费米高中毕业。由于设施以及教学等方面的优势，阿米代伊鼓励费米申请就读比萨高等师范学校。经历过丧子之痛的父母并不愿意他离家去比萨读书，更希望他读罗马大学，但最终他们还是同意了。学校为学生提供免费住宿等优待（这也是阿米代伊鼓励费米选择比萨高师的原因之一），但是入学考试异常严格，校方还要求撰寫一篇以“声音的特性”为题的论文。当时年仅17岁的费米利用傅里叶分析方法求解了杆振动的波动方程，他在入学考试中名列第一。罗马大学的教授朱塞佩·皮塔雷利是考官之一，参与了对费米的面试。皮塔雷利对于费米的入学论文大加赞许，并认为他有成为伟大的科学家的潜质。
在比萨度过的几年里，费米与佛朗哥·拉塞蒂成为了推心置腹的好友，拉塞蒂后来成为费米一生的挚友以及学术上的合作者。费米在比萨时期的导师是物理学实验室主任路易吉·普钱蒂。普钱蒂认为自己对费米在物理学方面可能没有太多助益，反而会经常让费米教给他一些新知识。费米非常精通量子物理学，普钱蒂就让他组织相关的讨论班。在这几年中，费米还学习了张量分析。这种数学分析方法是由格雷戈里奥·里奇-库尔巴斯托罗和图利奥·列维-齐维塔引入的，对于广义相对论的数学表述非常重要。费米一开始主修数学，后来转作主修物理学。他的广义相对论、量子力学以及原子物理学相关知识大多都是自学的。

光錐是包含所有可能通過時空某點的光線的最小錐面。在這幅圖中，三維空間的一個維度被忽略，時間為豎直軸。

1920年9月，费米进入物理系。当时物理系只有三名学生，费米、拉塞蒂以及内洛·卡拉拉。普钱蒂允许他们随意使用实验室里的设备进行自己想要做的研究。在费米的提议下，他们三人研究了X射线晶体学，拍摄了一系列晶体的劳厄相。1921年，费米在《新试验》（義大利語：Nuovo Cimento）上发表了两篇科学论文。第一篇论文题为《论平动中的电荷刚体的动力学》（義大利語：Sulla dinamica di un sistema rigido di cariche elettriche in moto traslatorio）。他在这篇论文中使用张量描述质量。张量通常被用来描述三维空间中运动并不断变化的物理量。在经典力学中，质量是一个标量。但在相对论中，它会随物体的速度发生变化。第二篇论文题为《匀强引力场中的静电学及电荷的质量》（義大利語：Sull'elettrostatica di un campo gravitazionale uniforme e sul peso delle masse elettromagnetiche）。费米在这篇论文中利用广义相对论得到电荷的质量为U/c2。其中U是系统的静电能，c是光速。费米在第二篇论文中提出电动力学理论与相对论在计算电磁质量时存在矛盾。依据电动力学得到的值为4/3 U/c2。费米第二年在另一篇论文中又重申了这一点，并提出这一矛盾是相对论的一个推论。这篇论文广受赞赏，并于1922年被译为德语发表在期刊《物理学杂志》上。

光锥是包含所有可能通过时空某点的光线的最小锥面。在这幅图中，三维空间的一个维度被忽略，时间为竖直轴。

同年，费米向《猞猁之眼科学院学报》（義大利語：I Rendiconti dell'Accademia dei Lincei）提交了论文《论世界线附近发生的一些现象》（義大利語：Sopra i fenomeni che avvengono in vicinanza di una linea oraria）。在这篇文章中，他探讨了等效原理，引入了“费米坐标”，并证明在时间轴附近的世界线上，空间的性质会与欧氏空间的性质非常近似。
1922年7月，费米向比萨高师提交了他的学位论文《概率论的一条定理及它的一些应用》（義大利語：Un teorema di calcolo delle probabilità ed alcune sue applicazioni），获得了桂冠学士学位。他在这篇论文中论述了X射线衍射成像。理论物理学当时在意大利并不是一门独立学科，因而物理系的学生当时只能提交有关实验物理学的学位论文。意大利的物理学家对于像相对论这样的新兴学说普遍接受缓慢。由于费米对于实验相关工作也较为在行，因而这对于他来说并非不可逾越的难题。
在 奥古斯特·科普夫著作《爱因斯坦相对论要旨》（德語：Grundzüge der einsteinschen Relativitätstheorie）的1923年意大利语译本的附录裏，费米提出，质能等价意味着人类可以从原子核中获取大量能量。但他写道：
|  | （从原子核中）获取这种惊人的能量至少在可预见的时间里是不大可能实现的。但这也没什么不好。实现它的物理学家是不幸的。因为在这种可怕的能量爆发的那刻，他本人就会化为齑粉。 |

1924年，费米成为共济会成员。同年，费米动身前往哥廷根大学，跟随马克斯·玻恩学习了一学期。在那里，他结识了维尔纳·海森堡与帕斯库尔·约当。随后，他又受到洛克菲勒基金会资助前往莱顿跟随保罗·埃伦费斯特学习了三个月。这项资助是在数学家維多·沃爾泰拉协助下获得的。在那里，他结识了亨德里克·洛伦兹和阿尔伯特·爱因斯坦，并与萨缪尔·古德斯米特及扬·廷贝亨成为好友。费米自1925年1月起在佛罗伦萨大学教授数学物理及理论力学直到1926年末。在那里，他与拉塞蒂一起进行了一系列實驗，研究含時磁場對於水銀蒸氣共振輻射的退偏振效應。他还参与了罗马大学的讨论班，并做了一些有关量子力学及固体物理的演讲。当他讲到薛定谔方程对于一些量子现象的精准预测时，在场的物理学家都对这项物理学成就表示赞叹。
沃尔夫冈·泡利於1925年提出了泡利不相容原理。费米在这之后发表了论文《论单原子理想气体的量子化》（義大利語：Sulla quantizzazione del gas perfetto monoatomico）。在这篇文章中，他在气体分子遵守泡利不相容原理的前提下分析了理想气体系统。费米在这篇文章中提出的统计式十分有名。这个式子描述了由大量遵守不相容原理的全同粒子组成的物理系统的量子态的统计规律。这个式子不久后又被保罗·狄拉克独立地推导出来。狄拉克还展示了其与玻色–爱因斯坦统计式的联系。这种统计形式因而被叫作“费米–狄拉克统计”。现在的物理学家一般沿用狄拉克的做法，将遵守泡利不相容原理的粒子称作“费米子”，将不遵守的则称作“玻色子”。

## 任教罗马

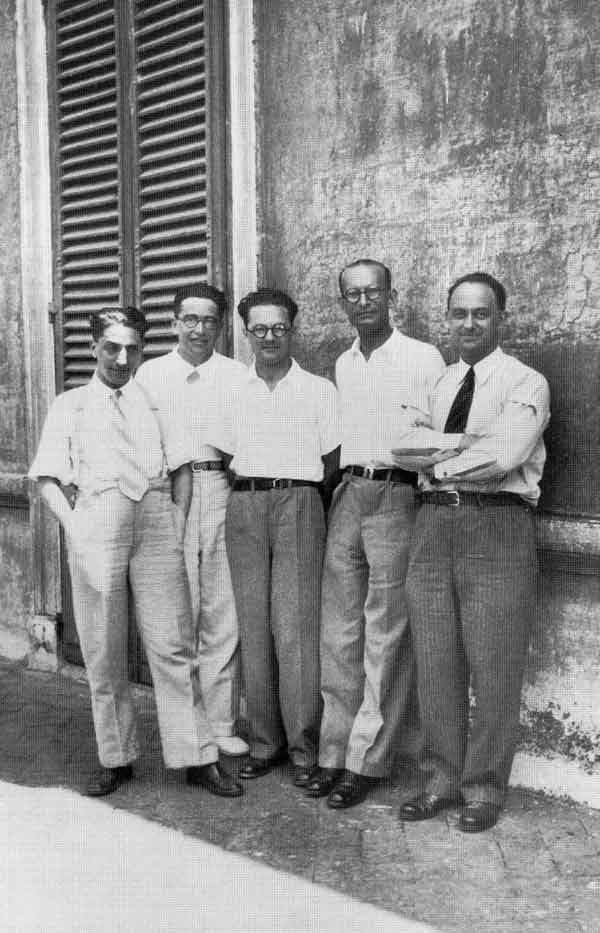
1934年左右，费米及他的研究团队在罗马大学物理研究所的合影。自左至右依次是：奥斯卡·达戈斯蒂诺、塞格雷、阿马尔迪、拉塞蒂以及费米。

意大利的教授席位归属是通过一个由教授组成的委员会依据各位申请者发表的著作评定产生的。费米曾申请过卡利亚里大学的数学物理学教授席位，并依靠乔瓦尼·乔治的支持以微弱优势当选。1926年，费米申请罗马大学的理论物理学教授席位。这是一个新设的教授席位，也是意大利国内首批理论物理学教授席位。它是在实验物理学教授奥尔索·马里奥·科尔比诺的呼吁下由意大利教育部设立的。科尔比诺是罗马大学物理研究所的主任，曾在墨索里尼内阁任要职。他担任了这个教授席位的遴选委员会的主席。他希望这个新席位可以提升意大利物理学的研究水准及声誉。这个席位共有三个候选人，费米、恩里科·珀西科以及阿尔多·蓬特雷莫利。委员会最终选中了费米。科尔比诺协助费米招募研究团队。佛朗哥·拉塞蒂立即加入了费米的团队，并被费米任命为助理。几位日后声名卓著的学生也加入了这个团队。这些学生包括爱德华多·阿马尔迪、布魯諾·龐蒂科夫、埃托雷·馬約拉納以及埃米利奥·塞格雷。这些学生后来被叫作帕尼斯贝尔纳路上的少年。这个绰号来源于物理研究所所在的街道。

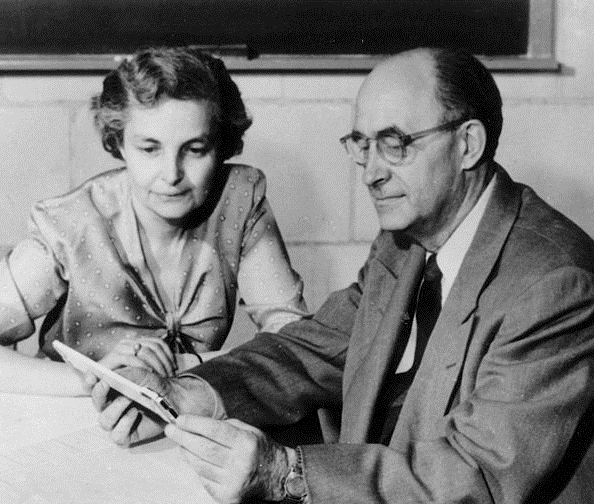
劳拉与恩里科·费米夫妇1954年在洛斯阿拉莫斯核子學術研究所的合影

1928年7月19日，费米与劳拉·卡彭结婚。劳拉曾在罗马大学学习自然科学。他们育有两个孩子。女儿内拉生于1931年1月，儿子朱利奥生于1936年2月。1929年3月18日，费米被墨索里尼任命为意大利皇家科学院院士。同年4月27日，他加入法西斯党。当墨索里尼为使意大利国内的意识形态更为接近纳粹主义而在1938年颁布意大利种族法时，费米转而反对法西斯主义。这项法案令身为犹太人的劳拉受到威胁，并且会让费米的几位学术上的合作伙伴失业。
在罗马任职期间，费米与他的团队一道为物理学的理论及实际应用做出多项贡献。1928年，费米编写的教材《原子物理学引论》（義大利語：Introduzione alla fisica atomica）出版，为当时的意大利的大学生提供了当时最新的相关知识。他还举办公共讲座并编写科普文章，向大众传播了新的物理学知识。他会在一天工作结束后将他的同事及学生聚在一起探讨一些问题。这些问题不少是他自己正在研究的课题。他的教学工作是通过这种方式完成的。科尔比诺的努力获得一定的成效。一些外国留学生开始到意大利学习物理。诺贝尔物理学奖获得者，德国物理学家汉斯·贝特也曾是这些留学生中的一员。他受到洛克菲勒基金会资助来到罗马学习，并于1932年与费米合写论文《论两个电子间的相互作用》（德語：Über die Wechselwirkung von Zwei Elektronen）。
物理学界此时正为β衰变前后能量是否守恒困扰。为令能量守恒，泡利构想了一种新的粒子。这种粒子不带电荷且质量极小。它会伴随电子一起放射出来。费米对这一假说非常感兴趣。他在1933年至1934年间先后发表了两篇文章论述了这种粒子的性质，并将这种粒子称作“中微子”。他对β衰变的理论解释后来被物理学家称作费米相互作用。这一理论后来发展为弱相互作用理论。这种相互作用是自然界四种基本相互作用之一。中微子直到费米去世后才被探测到。而他所提出的相互作用理论正好能说明为什么这种粒子非常难探测到。当费米向《自然》杂志投递相关论文时，杂志的编辑拒绝刊载这些论文。他给出的理由是在这些论文中的相关理论假设“与现实物理图像相去甚远，不能引起读者的兴趣”。因而费米不得不先将这些理论发表在意大利语及德语的文献中。
在1968年发表的这些文献的英译本的引论中，这些文献的译者这样评价费米所提出的β衰变相关理论：
费米的理论除了对泡利的中微子假说提供支持外，还对现代物理学产生了重大影响。我们必须注意到在费米提出这些理论的时候，人们只能接触到自然的β衰变放射源。之后人们发现正电子衰变也能在费米原先提出的理论框架中得到解释。在他的理论基础上，物理学家预测原子外层上的电子也能被原子核俘获。这一预测后来被实验证实。尽管随着实验数据的累积人们在实验中曾发现特例，费米的理论仍是难以撼动。

费米的理论对于后世的影响非常巨大。例如，（基于这一理论得到的）β衰变能谱是研究核结构的重要工具。而费米的这一有关β衰变的理论最重要的影响也许在于它可以适用于其它类似过程。它是首个能成功描述物质粒子的产生与湮灭过程的理论。在此之前，人们只知道光子能够发生这些过程。
伊雷娜·约里奥-居里与弗雷德里克·约里奥-居里於1934年1月宣布，利用α粒子轰击原子核的方式可以诱导这些原子核产生放射性。同年3月，费米的助理吉安·卡罗·威克利用费米的β衰变理论给出了理论解释。费米决定采用实验方法利用查德威克在1932年发现的中子来进行验证。他想知道利用拉塞蒂发明的钋—铍中子源是否也能诱导放射性。中子不带电，所以不会被带正电的原子核散射。这意味着它们深入原子核时所需能量要比带电粒子少，因而相关实验并不需要他们当时还没有的粒子加速器。

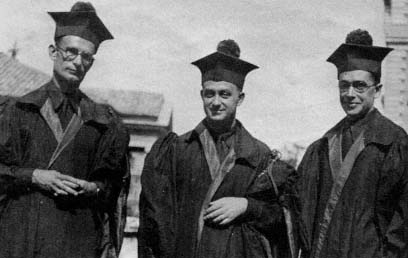
身穿学位服的费米（中）与拉塞蒂（左）及塞格雷

费米后来打算用由他发明的氡—铍中子源替代钋—铍中子源。这种中子源是通过向抽空空气的玻璃灯泡中加入铍粉然后充入50毫居里的氡气制成的。由于氡的半衰期较短，因而这种中子源较钋—铍中子源来说强度更大。虽然费米知道这种放射源在产生中子同时还会产生γ射线，但他依据自己的理论相信这不会影响到实验的结果。他开始时是用中子轰击铂核。这种元素是当时能获取的原子序数较高的元素，但实验并没有成功。他还尝试轰击铅原子，也没有获得成功。于是他转向轰击铝原子核，并成功将其转化为钠的一种同位素以及一个α粒子。这个钠原子后来发生β衰变转化为镁原子。他还轰击了氟化钙中的氟原子。并成功将其转化为氮的一种同位素以及一个α粒子。这个氮原子后来发生β衰变，转化为氧原子。最终，他利用中子轰击的方法成功诱导了22种元素產生放射。1934年3月25日，费米将这一发现发表在期刊《科学研究》（義大利語：La Ricerca Scientifica）上。

β衰变示意图：一个中子衰变为一个质子并放射出一个电子。为使衰变前后能量守恒，泡利及费米假设在放射出电子同时还会放射出一个中微子。

钍元素与铀元素具有天然放射性，很難判斷利用中子轰击这两种元素原子的结果。费米认为反应产物中包含当时尚未发现的第93号及第94号元素。化学家伊达·诺达克对这一实验结果表示质疑，表示反应产物可能并不是新的元素而是原子序数较铅小的元素。由于诺达克的研究团队之前没有进行过与铀有关的研究，并且她此前犯过类似错误，因而她的质疑并没有受到重视。当时的物理学家即使在理论层面也认为核裂变是不存在的。因而他们认为对于一个原子进行中子轰击只会产生原子序数比它大的原子。并没有人相信中子会像诺达克预测的那样具有足够令较重的原子发生分裂的能量。
费米的学生们注意到实验中存在他们之前没有发现的现象。在木质工作台上进行实验似乎要比在大理石工作台上更为顺利。这似乎是因为这样做可以减小中子速度。所以费米决定采用约里奥－居里以及查德威克此前用过的石蜡来减小中子运动速度以验证慢中子轰击的效果是不是更好。他分别用一般中子与经石蜡层减速的中子轰击了银原子。他发现后者诱发放射性的效果是前者的一百余倍。费米认为石蜡之所以能减小中子运动速动是因为其中含有氢原子。这可以解释使用木质工作台时的实验效果为什么会比使用大理石工作台时的更好。将介质换为水时，中子的运动也明显减慢了。费米由此总结中子与氢原子碰撞可以使其减速。与中子发生碰撞的原子的原子序数越低，中子每次碰撞损耗的能量就越多，因而总体上在损耗能量一样时，氢原子的“减速效率”最大。慢中子较快中子更容易被俘获。费米推导出了一个可以描述这一情形的扩散方程。这个方程后来被物理学家叫作费米寿命方程。
因“证明存在由中微子辐射诱导产生的新的放射性元素，并发现由慢中子引发的核反应”，费米获得1938年诺贝尔物理学奖。那年12月颁奖后，费米并没有回到意大利，而是与家人直接去了纽约。他们一家申请了美国的永久居留权。他们的这一决定是源于意大利当时推行的种族法。

## 曼哈顿计划
逃離了紛爭不斷、即將面臨巨變的歐洲，费米於1939年1月2日安全抵达纽约。他很快就受到了5个大学的邀请出任教授，并最终选择前往哥伦比亚大学。他曾在1936年暑期在这所大学做过讲座。1938年12月，他得知德国的化学家奥托·哈恩及弗里茨·施特拉斯曼在利用中子轰击铀原子的产物中发现了元素钡。1939年，莉泽·迈特纳与她的外甥奥托·弗里施将这一现象归结为铀核发生了核裂变，并在该年1月13日通过实验验证了这一点。迈特纳与弗里施对于哈恩与施特拉斯曼的发现給出解释，並且将这一成果告知尼尔斯·玻尔。玻尔將這一突破性的發現帶過大西洋，途中分享給研究夥伴萊昂·羅森菲爾德。後來，羅森菲爾德在普林斯顿大学物理系的一次會議中透露了這一消息。当时參與會議的伊西多·拉比与威利斯·兰姆将这一消息帶回了哥倫比亞大学。不过，事后各位当事人对于当时情景说法不一。拉比表示告知费米這一消息的人是他。但費米後來却表示告诉他消息的那个人是兰姆。他这样回忆当时的情形：
|  | 我非常清楚地记得1939年1月所发生的一切。那是我在卜平实验室工作的头一个月。一切又来得非常快。那时，玻尔正在普林斯顿大学做讲座。我记得是在一个下午，威利斯·兰姆非常兴奋地回来告诉我说玻尔透露给他核裂变被发现的好消息以及对于这个现象解释的概要。然后，在这个月的晚些的时候，我在华盛顿出席了一个会议。在会上，我们讨论了这个现象的重要性。尽管开始时有点半开玩笑，但我们还是发自心底地认为它可能是核能的来源之一。 |

诺达克的质疑与推测最终被证实。虽然此前费米基于计算结果否决了核裂变存在的可能性，但他当时并没有考虑到具有奇数个中子的核素俘获外来中子时释放出的结合能。费米此前宣布发现的超铀元素最终被证实并不是超铀元素而只是核裂变产物。而他获得诺贝尔物理学奖部分上是由于这个发现。因而核裂变被发现的这个消息令费米非常难堪。但他还是将这个发现添加到他的诺贝尔奖获奖感言的注脚中。

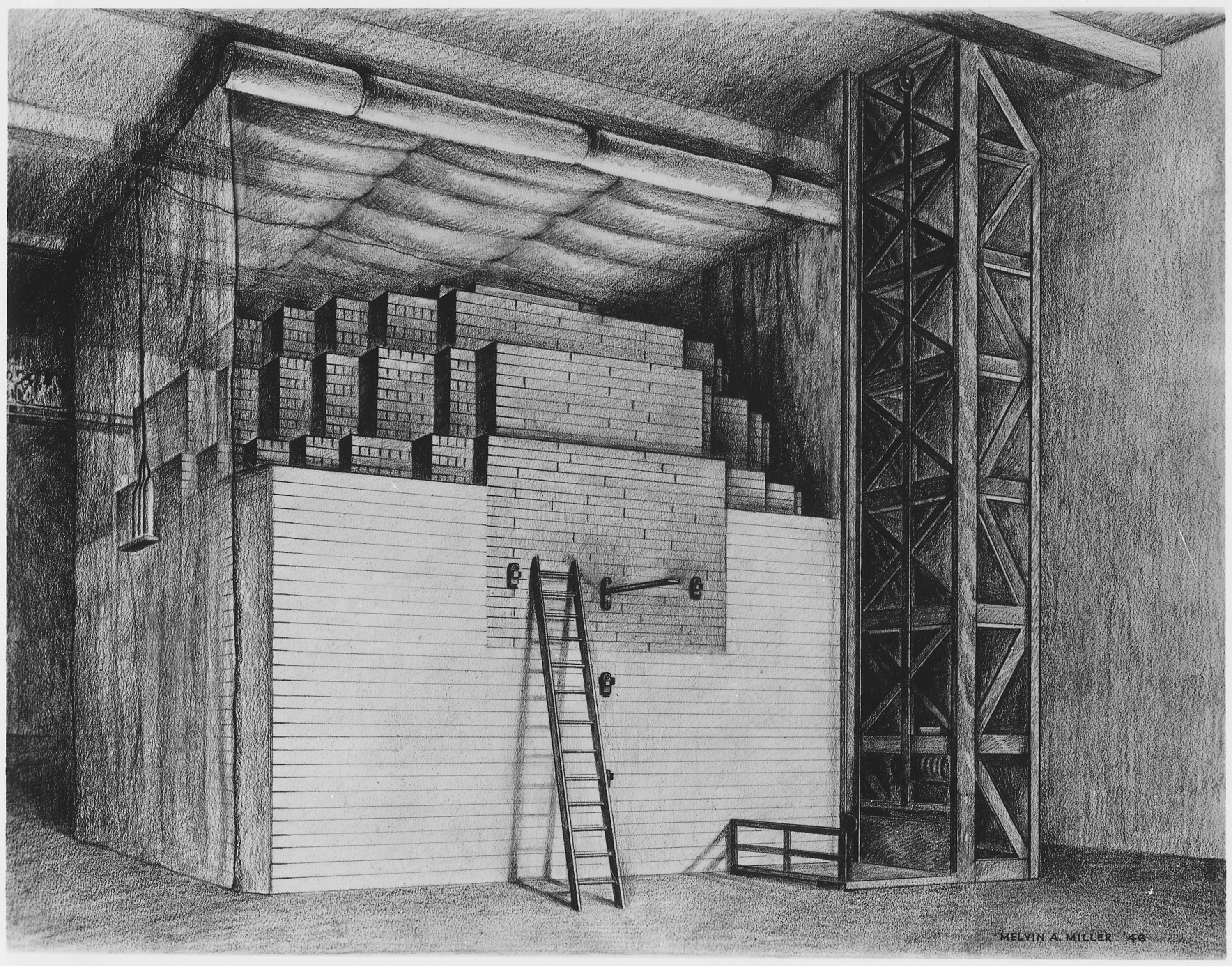
由费米设计的芝加哥1号堆。它是史上首个核反应堆，并完成了首次人工自持续链式反应。其中有嵌在石墨中的立方晶型的铀及铀的氧化物。

哥伦比亚大学的科学家决定核對铀原子在中子轰击下所发生核裂变。1939年1月25日，在卜平实验室的地下室，费米所参与的研究团队进行了美国国内首次核裂变实验。团队其他成员包括赫伯特·安德森、尤金·布思、约翰·邓宁、诺里斯·格拉索以及弗朗西斯·斯莱克等人。第二天，由乔治·华盛顿大学及华盛顿卡内基研究所共同主持的第五届华盛顿理论物理学会议在华盛顿召开。在那届会议上，更多的物理学家了解了核裂变。这促进了对于这个现象的实验研究。
法国科学家汉斯·冯·哈尔班、列夫·科瓦尔斯基及弗雷德里克·约里奥-居里发现铀原子被中子轰击时放出的中子较其吸收的多。這意味著鏈式反應在理论上是可能的。费米和安德森在数周后也发现了相同现象。之后，為了確認這結果的正確性，费米及安德森又利用利奥·西拉德得到的200公斤的铀氧化物进行了更大规模的裂变实验。费米和西拉德合作设计出一種預期能夠进行自持续核反应的实验装置—核反应堆。雖然水可以有效地减缓中子运动速度，但是，水也會吸收很多中子，因此，使用水为中子减速剂时，自然界的铀并不能发生自持续的链式反应。费米基于他此前有关中子的研究，表示可以利用石墨作为减速剂。这样做可以减小中子的俘获率，从理论上或許可以实现自持续的链式反应。西拉德基于这一点提出了一个可行的设计：在石墨砖堆中穿插置入铀氧化物。這些创想在后来的实验装置裏都有所體現。西拉德、安德森及费米之后联合发表了论文《铀中中子的产生及吸收》（英語：Neutron Production and Absorption in Uranium）。但由于工作习惯与个性上的差异，费米与西拉德的合作并不愉快。
费米是最早提醒军方领导人核能的潜在影响的人士之一。他曾于1939年3月18日在美国海军部做了相关主题的讲座。他的提醒并没有获得重视。但海军还是同意向哥伦比亚大学划拨1500美元进行进一步的研究。同年，西拉德、尤金·维格纳及爱德华·泰勒向美国总统富兰克林·罗斯福递交了著名的爱因斯坦—西拉德信，提醒当局纳粹德国发展核武器的可能性。罗斯福就此决定成立铀委员会来统筹相关研究。这一委员会後來成為科學研發辦公室的一號部門——S-1委员会。

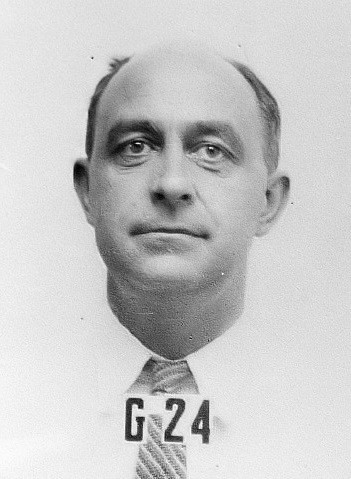
费米在洛斯阿拉莫斯工作时的证件照

S-1委员会向费米提供大量资金购买石墨。他在卜平实验室的7层建成了石墨砖堆。到1941年8月，他又拥有6吨的铀氧化物及30吨石墨。费米利用它们在舍默霍恩楼建成了一个规模更为巨大的铀－石墨堆。
1941年12月18日，在美国对日宣战后，S-1委员会的成员再度聚首，共同面对更为紧迫的工作。委员会投入大量精力来支持浓缩铀的生产。但委员会成员阿瑟·康普顿认为其可以由钚取代。这种核原料到1944年末可以通过反应堆批量生产。他决定集中力量在芝加哥大学进行钚相关研究。费米不得不离开哥伦比亚大学，与他的研究团队一起参与在芝加哥新成立的冶金实验室。
由于当时人们还不知道自持续核反应的可能导致的后果，所以在位于市中心的芝加哥大学校内建造核反应堆并不可行。康普顿决定在离芝加哥32公里的阿贡森林保护区择地建造反应堆。但这项工程由于劳资纠纷搁浅。费米接着试图说服康普顿在芝加哥大学的斯塔格球场看台下的壁球场中建造反应堆。芝加哥1号堆在1942年11月6日正式开工，并在同年12月2日进行了临界试验。反应堆起初被设计为球形，但最终工程只进行至反应堆恰好能进行临界试验时即中止。

费米与欧内斯特·劳伦斯（左）及伊西多·拉比（右）

这项工程是人类能源探索史上的一座里程碑。建设的每一步都经过费米的精心的筹划以及仔细的计算。当人类首次自持续的链式反应成功后，康普顿将这个消息通过加密电话告诉给美国国防研究委员会主席詹姆斯·布莱恩特·科南特。康普顿后来这样回忆当时的情景：
我拿起话筒给科南特打电话。他当时刚到哈佛大学的校长室。“吉姆，”我说，“意大利航海家刚刚到了新大陆。你应该很高兴吧。”因为我此前告诉过S-1委员会反应堆可能还需要一周或更长的时间才能完成，我带着些许歉意补充道：“地球并不像他原先估计的那样大。他在预想的时间之前到达了新大陆。”
“是吗？”科南特兴奋地回答，“当地人友好么？”

“全员顺利登陆。”

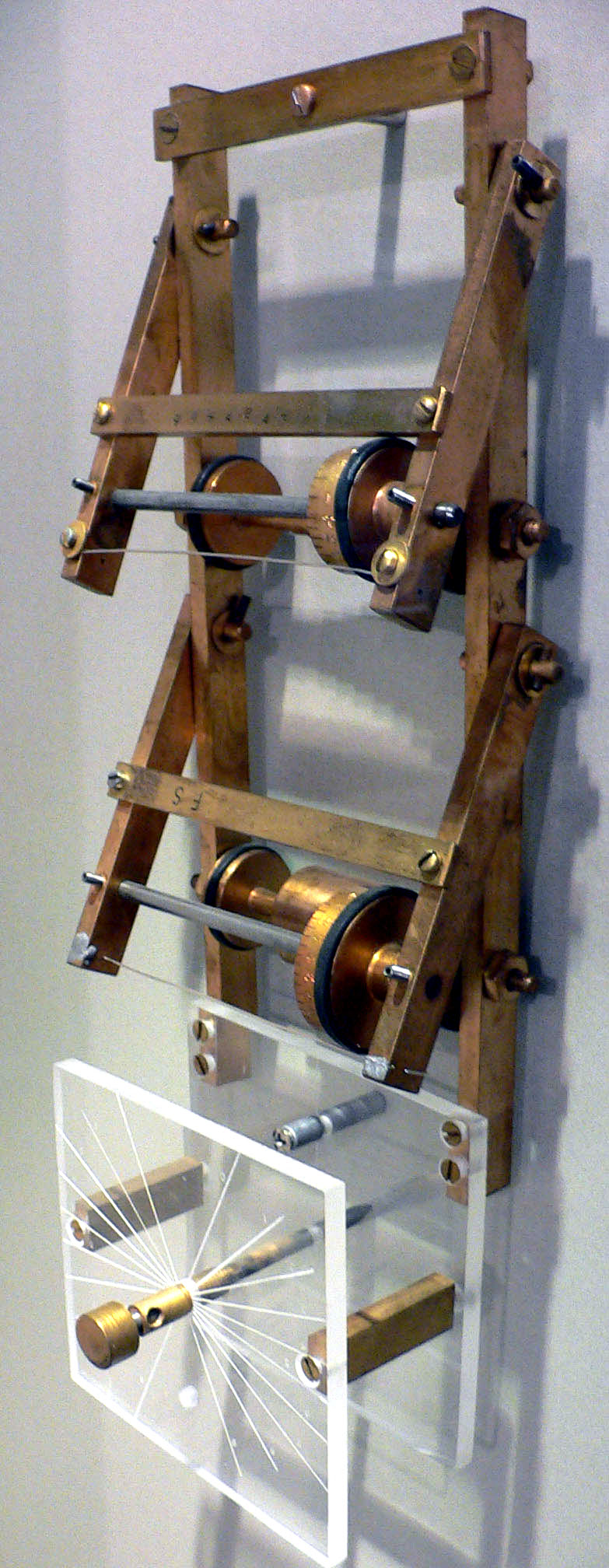
由费米发明的一种可以用来研究中子输运的模拟装置，FERMIAC

为了能使研究不影响到公众健康，反应堆迁到了阿贡。在那里，费米领导了一系列核反应实验。反应堆中产生的大量自由中子令这些实验非常顺利。实验室所研究的问题也从物理学及工程学领域延伸到了生物医疗领域。位于阿贡的实验室最初仅仅是芝加哥大学的分支机构，但到了1944年5月，实验室成为了独立的研究机构。
1943年11月4日，当位于橡树岭国家实验室的使用气冷的X-10石墨反应堆进行临界试验时，费米事必躬亲以防出现事故。技工很早就把他叫醒，以便他能监视全程。X-10反应堆投入实际运行是钚相关研究的一座里程碑。它提供了反应堆设计方面的大量数据。杜邦公司的相关人员也由此学到了反应堆的建造技术。它还生产了首批反应堆合成钚。
1944年7月，费米正式成为美国公民。同年9月，费米向汉福德B反应堆插入了第一个铀燃料芯块。这个反应堆是为了生产大量的合成钚而设计建造的。它是由费米的研究团队设计，而后由杜邦公司建造的，规模比X-10反应堆的更为巨大，并采用水冷。随后数日，836支导热管相继装入反应堆。反应堆进入临界试验阶段。9月27日凌晨，操作者对控制棒进行调整启动反应堆。反应堆开始时运行得十分顺利，但在凌晨3时左右功率水平开始下降。到了上午6时30分，反应堆完全停止工作。军方及杜邦公司向费米的研究团队求问原因。费米考察了冷却水是否发生泄漏或沾污。第二天，反应堆又突然启动，但在几小时后由停止工作。最终费米发现之所以会出现问题主要是因为135
Xe
引起的中子“中毒”。庆幸的是，杜邦公司并没有按照冶金实验室原先设计的只在一个圆周上铺设1500个导热管，而是在角落有添加了504个导热管。科学家原先认为这是过度施工，但费米却发现正是由于这一点，反应堆才达到原先设计的功率水平以及钚合成效率。
1944年，罗伯特·奥本海默说服费米加入他在洛斯阿拉莫斯领导执行的Y计划。这一年的9月，费米被委任为实验室的副主任，负责核物理及理论物理相关事宜。他还负责管理F部。F部下辖4个分支部门：F-1负责研制爱德华·泰勒设计的“超级”核弹；F-2负责维护“热水锅炉”反应堆；F-3由埃贡·布雷切尔负责进行实验；F-4由安德森负责进行裂变相关研究。1945年7月16日，费米参观了三位一体核试，并通过观察爆炸产生的冲击波能将纸片吹多远估算了试验核弹的当量。他的估算结果为10千吨TNT，与实际当量18.6千吨在同一数量级。
费米与奥本海默、康普顿以及欧内斯特·劳伦斯一道向临时委员会提供有关原子弹轰炸目标的建议。他们一致认同可以在未经预先警告的情况下轰炸工业目标。与洛斯阿拉莫斯的其他人一样，费米也是通过研究区域的公共广播系统得知在广岛、长崎发生核爆的。费米并不相信原子弹可以震慑想要发起战争的国家，也并不认为世界政府在当时即已时机成熟，所以他没有加入洛斯阿拉莫斯科学家联合会。

## 战后

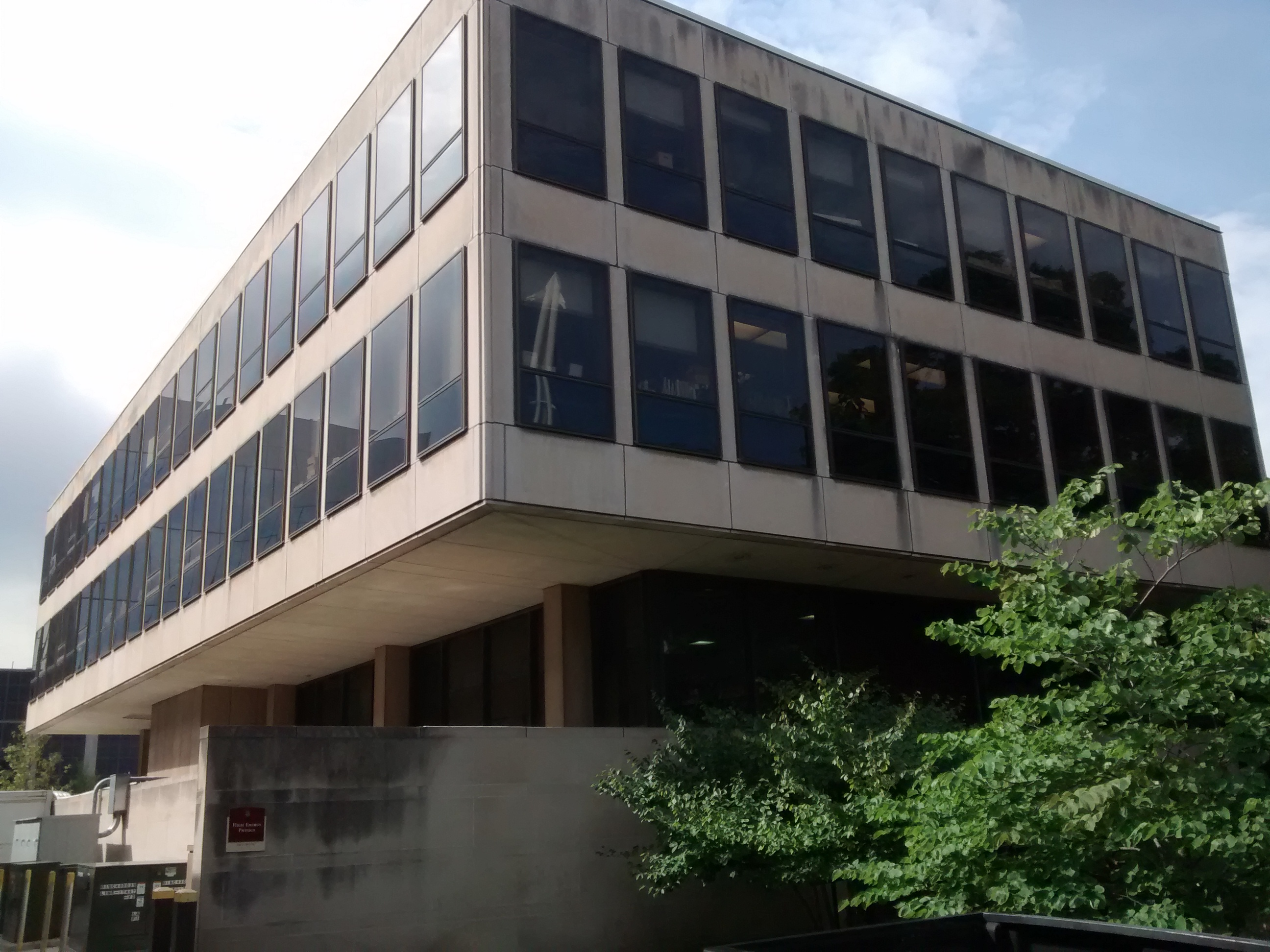
恩里科·費米研究所

二戰末期，芝加哥大學開始轉移核子研究焦點，從戰爭轉為和平用途。1945年7月1日，费米被聘为芝加哥大学的教授。之後不久，「核子學術研究所」成立。同年12月31日，费米一家从洛斯阿拉莫斯回到了芝加哥。1946年7月1日，冶金实验室被升格为阿贡国家实验室。这也是自曼哈顿计划中衍生出来的第一个美国国家实验室。由于芝加哥和阿贡距离很近，因而费米可以在两地间轻松周转。在阿贡，他与利昂娜·马歇尔一起研究中子散射。他还帮助玛丽亚·梅耶深入理解自旋-轨道耦合。梅耶后来获得诺贝尔物理学奖的研究也是受这一点的启发。
1947年1月1日，曼哈顿计划正式被美国原子能委员会取代。费米在由奥本海默领导的原子能委员会一般顾问委员会中担任顾问。他每年还会在洛斯阿拉莫斯度过数周。在那里，他与尼古拉斯·梅特罗波利斯联合进行一些研究，并与约翰·冯·诺伊曼一起研究瑞利－泰勒不稳定性。
1949年8月，苏联首颗原子弹试爆成功。费米与拉比向原子能委员会提交了一篇措辞较为激烈的报告，从道德层面以及技术层面上强烈反对发展氢弹。但费米还是成为了洛斯阿拉莫斯氢弹研究团队的顾问。他与斯塔尼斯拉夫·乌拉姆合作计算得出泰勒模型中所需的氚的数量尽管大到惊人，但仍不能保证核聚变能够持续传递。1954年，费米出席了奥本海默安全听证会为奥本海默作证。但奥本海默的安全许可最终仍被剥夺了。
费米晚年还培养了一批优秀的物理学家。他战后的博士生包括欧文·张伯伦、杰弗里·丘、杰尔姆·弗里德曼、马尔温·戈尔德贝格尔、李政道、阿瑟·罗森菲尔德以及萨姆·特雷曼等人。他还是杰克·施泰因贝格尔硕士研究生阶段的导师。
费米还为粒子物理学做出一些重要贡献，其中包括他对于π介子以及μ子的研究。他首次预测了π介子-核子共振。他在这些研究中主要采用统计方法，因为他知道在理论不甚精确时不必求得精确解。在一篇与杨振宁联合署名的论文中，费米推测π介子可能是一种复合粒子。这个猜想后来被坂田昌一发展为坂田模型。最终坂田模型又被夸克模型取代。在这一模型中，π介子是由夸克组成的。这一模型最终完善了费米模型，并验证了他的方法的正确性。
费米还曾做过宇宙射线的相关研究。他认为宇宙射线是由在星际空间中受磁场作用加速的物质粒子产生的。但这与泰勒的看法相左。费米还曾研究过旋涡星系的旋臂中的磁场。他还曾提出有关地外文明的“费米悖论”。

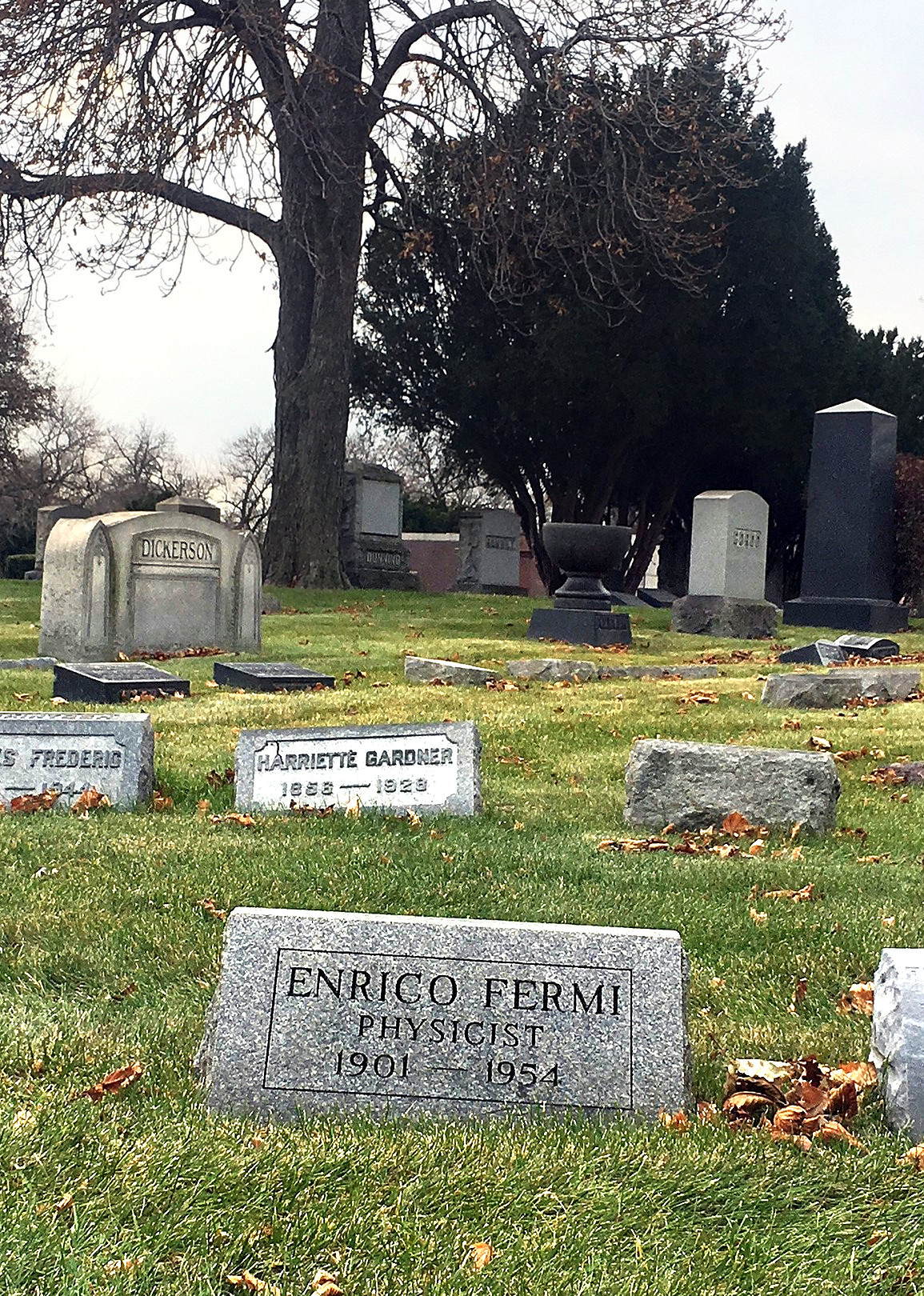
在芝加哥的費米墳墓.

在行将去世时，费米对于社会大众能否在核技术相关问题做出明智选择表示质疑。他说：
|  | 你们也许会问，（科学家）辛苦求索那些事实到底有什么好处？这除了会使那些衣褛褴衫并乐于去收集这些事实的教授高兴外，对于其他人貌似并没有用处，因为只有那些顶尖的专家才能理解它们。为了回答这样的问题，我斗胆做一个较为有把握的假设。 科学和技术的发展史不断地告诉我们，基础科学的进步成果或早或晚都会在技术及工业领域获得应用，而这已经引起我们生活方式上的革新。我并不认为物质结构相关的研究会是个例外。但我并不那么确定，人类会在如何合理获取自然的能源这一问题上迅速能有成熟的看法。尽管我们都热切地期望着这一点。 |

1954年，费米因胃癌在芝加哥的家中去世，享年53岁。他被葬在橡树林公墓。

## 影响与荣誉

### 对于后世的影响
费米因为他的成就获得过许多荣誉，其中包括马泰乌奇奖章（1926年）、诺贝尔物理学奖（1938年）、休斯奖章（1942年）、富兰克林奖章（1947年）以及拉姆福德奖（1953年）。1946年，他还因对于曼哈顿计划做出的贡献而获得功绩勋章。1950年，费米被选为英国皇家学会的外籍会士。在被称为“意大利的先贤祠”的圣十字圣殿中也立有费米的纪念碑。1999年，费米又入选了《时代周刊》评选的“20世纪最具影响力的100个人”。费米被公认为20世纪少数几位在理论方面以及实验方面皆能称作佼佼者的物理学家之一。物理学史专家C·P·斯诺这样写道：“如果费米早生几年，也许发现原子核并发展出氢原子玻尔模型的人都将是费米。如果这听起来像是在夸张的话，那么费米所做过的一切就更不像是现实了。”
尤金·维格纳晚年时在自传中写道：“费米是我认识过的最伟大的人物之一... 费米的β衰变理论深深地启迪了我。在20世纪30年代中期，物理学上的大多数进展好像都或者来自在英国剑桥大学的查德威克（James Chadwick）的实验室，或者来自在罗马的费米实验室。 ... 费米期初是作为一名理论家工作的，但现在他却差不多总是呆在实验室里。 ... 是查德威克在1932年首次发现了中子。但费米的队伍做出了进一步的发现：可以把中子减慢，以引起一个原子发生人工嬗变。 ... 我们试图去帮助他，但费米凭着他的魄力和技艺指引着工作的进行，并不需要多少帮助。他不是一个优柔寡断的人。在物理学的那个国际小圈子里，费米的名字获得了最高的尊敬。因此，如果他需要大量的石墨，就会有人很快送给他。他不需要给他的助手们下命令。他们都自然而然地吸取他的建议。费米最惊人的品格，同时表现在他的科学工作和他的人际关系这两方面。 ... 他不花多少时间去揣摩他的同事和朋友们；但他很难得对他们判断失误。费米不仅能力很强，而且和蔼可亲。并且，尽管名望很高，他从不装腔作势。”
费米在教学方面也是成绩斐然。他以注重细节、讲求简洁、备课认真著称于世。他的讲义后来都被改编为教科书。他生前的论文以及笔记现在收藏在芝加哥大学。维克托·魏斯科普夫曾说：“（费米）总是能规避复杂、繁琐的过程并找到最为简洁、直接的方法。”费米解决物理问题的能力很大程度上是因为他的本性驱使他规避完美主义，而去追求实际结果。他厌恶烦杂的理论。尽管掌握高超的数学技巧，但在能用更为简单的方法处理问题时他都不会去使用这些技巧。他以能快速得到较为准确的答案著称。后来，这种快速得出近似解的方法被人们称作“费米方法”，受到广泛效法。
费米曾说亚历山德罗·伏打本人在实验室做研究时可能也并不知道电学将来会如何发展。他在核能以及核武器方面的贡献受到人们的铭记，特别是他设计制造了史上首个反应堆，并在首颗原子弹及氢弹的研制过程中做出了重要的贡献。他的一项项科学功绩经受住了时间的考验。这些工作包括对于β衰变的理论解释，对于非线性系统的研究，发现慢中子在诱导放射性时的作用，对于π介子－核子碰撞的研究以及费米－狄拉克统计。后世对于夸克与轻子的研究正是源于他假定π介子并非基本粒子。

### 后世对他的纪念

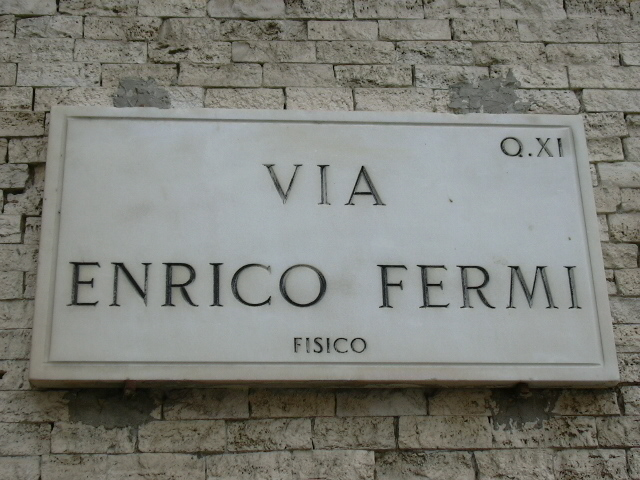
位于罗马的费米路的路标

费米身后有许许多多的事物是以他的名字命名的。这包括位于伊利诺伊州的费米实验室以及2008年发射的费米伽马射线太空望远镜。此外，还有三座核反应堆设施是以他的名字命名的，分别是位于美国密歇根州的恩里科·费米核电站、位于意大利特里诺的恩里科·费米核电厂以及位于阿根廷的RA-1恩里科·费米反应堆。第100号元素镄也是以费米的姓氏命名的。这种元素是在1952年常春藤麥克核试的辐射落尘中发现的。与这种元素一起被发现的还有第99号元素锿。1956年，美国原子能委员会将其颁发的最高奖项命名为费米奖。奥托·哈恩、罗伯特·奥本海默、爱德华·泰勒以及汉斯·贝特等知名科学家都曾获授该奖。

## 著作
费米几部具有代表性的著作如下：
- . Bologna: N. Zanichelli. 1928. OCLC 9653646 （意大利语）.
- . Bologna: N. Zanichelli. 1929. OCLC 9653646 （意大利语）.
- . Bologna: N. Zanichelli. 1934. OCLC 19918218 （意大利语）.
- . New York: Prentice Hall. 1937. OCLC 2379038 （英语）.
- . Bologna: N. Zanichelli. 1938 （意大利语）.
- . Bologna: N. Zanichelli. 1938 （意大利语）.[k]
- . New Haven: Yale University Press. 1951. OCLC 362513 （英语）.

## 所获专利
- US Patent 2206634,「Process for the Production of Radioactive Substances」,发行于1940-07
- US Patent 2836554,「Air Cooled Neutronic Reactor」,发行于1950-04
- US Patent 2524379,「Neutron Velocity Selector」,发行于1950-10
- US Patent 2852461,「Neutronic Reactor」,发行于1953-09
- US Patent 2708656,「Neutronic Reactor」,发行于1955-05
- US Patent 2768134,「Testing Material in a Neutronic Reactor」,发行于October 1956
- US Patent 2780595,「Test Exponential Pile」,发行于1957-02
- US Patent 2798847,「Method of Operating a Neutronic Reactor」,发行于1957-07
- US Patent 2807581,「Neutronic Reactor」,发行于1957-09
- US Patent 2807727,「Neutronic Reactor Shield」,发行于1957-09
- US Patent 2813070,「Method of Sustaining a Neutronic Chain Reacting System」,发行于1957-11
- US Patent 2837477,「Chain Reacting System」,发行于1958-06
- US Patent 2931762,「Neutronic Reactor」,发行于1960-04
- US Patent 2969307,「Method of Testing Thermal Neutron Fissionable Material for Purity」,发行于1961-01

### 引用
1. ↑  . University of Chicago. （原始内容存档于2021-03-04） （英语）.
2. ↑  . www.lib.uchicago.edu.   [2019-07-21]. （原始内容存档于2020-10-15）.
3. ↑  AvenueChicago, The University of ChicagoEdward H. Levi Hall5801 South Ellis. . The University of Chicago.   [2019-07-21]. （原始内容存档于2019-07-09） （英语）.
4. ↑  . Atomic Heritage Foundation.   [2019-07-21]. （原始内容存档于2021-02-24） （英语）.
5. 1 2  . NobelPrize.org.   [2019-07-21]. （原始内容存档于2021-03-20） （美国英语）.
6. 1 2  New York Times 1954.
7. ↑  . large.stanford.edu.   [2019-07-21]. （原始内容存档于2020-10-15）.
8. ↑  Roeback, Tacuma. . Smithsonian.   [2019-07-21]. （原始内容存档于2021-02-20） （英语）.
9. ↑  Getz 1974.
10. ↑  Segrè 1970，第3–4, 8頁.
11. ↑  Amaldi 2001，第23頁.
12. ↑  Cooper 1999，第19頁.
13. ↑  Segrè 1970，第5–6頁.
14. ↑  Fermi 1954，第15–16頁.
15. ↑  Segrè 1970，第7頁.
16. ↑  Bonolis 2001，第315頁.
17. ↑  Amaldi 2001，第24頁.
18. ↑  Segrè 1970，第11–12頁.
19. ↑  Segrè 1970，第8–10頁.
20. ↑  Segrè 1970，第11–13頁.
21. ↑  Segrè 1970，第15–18頁.
22. ↑  Bonolis 2001，第320頁.
23. 1 2  Bonolis 2001，第317–319頁.
24. ↑  Segrè 1970，第20頁.
25. ↑  Fermi 1922.
26. ↑  Bertotti 2001，第115頁.
27. 1 2 3  Bonolis 2001，第321頁.
28. ↑  Grande Oriente d'Italia.
29. ↑  Segrè 1970，第38頁.
30. ↑  Bonolis 2001，第321–324頁.
31. ↑  Hey & Walters 2003，第61頁.
32. ↑  Bonolis 2001，第329–330頁.
33. ↑  Cooper 1999，第31頁.
34. ↑  Kragh 1990，第36頁.
35. ↑  Fermi 1954，第37–38頁.
36. ↑  Segrè 1970，第45頁.
37. ↑  Fermi 1954，第38頁.
38. 1 2  Alison 1957，第127頁.
39. ↑  Sapienza.
40. ↑  Segrè 1970，第61頁.
41. ↑  Cooper 1999，第38–39頁.
42. 1 2  Alison 1957，第130頁.
43. ↑  Chicago a.
44. ↑  Mieli 2001.
45. ↑  Direzione generale per gli archivi 2005.
46. ↑  Printed Matter 2014.
47. 1 2 3  Bonolis 2001，第333–335頁.
48. ↑  Amaldi 2001，第38頁.
49. ↑  Fermi 1954，第217頁.
50. ↑  Amaldi 2001，第50–51頁.
51. 1 2  Bonolis 2001，第346頁.
52. 1 2  Fermi 1968.
53. ↑  Joliot-Curie & Joliot 1934.
54. ↑  Joliot & Joliot-Curie 1934.
55. ↑  Amaldi 2001a，第152–153頁.
56. ↑  Bonolis 2001，第347–351頁.
57. 1 2 3 4  Amaldi 2001a，第153–156頁.
58. ↑  Segrè 1970，第73頁.
59. 1 2  De Gregorio 2005.
60. ↑  Guerra & Robotti 2009.
61. ↑  Fermi 1934.
62. ↑  Fermi et al. 1934.
63. 1 2  Bonolis 2001，第347–349頁.
64. 1 2  Amaldi 2001a，第161–162頁.
65. 1 2  Bonolis 2001，第347–352頁.
66. ↑  Energy From Thorium 2007.
67. ↑  Cooper 1999，第51頁.
68. ↑  Cooper 1999，第52頁.
69. ↑  Persico 2001，第40頁.
70. ↑  Bonolis 2001，第352頁.
71. ↑  Hahn & Strassman 1939.
72. ↑  Frisch 1939.
73. ↑  Meitner & Frisch 1939.
74. ↑  Pais 1991，第454-455頁.
75. 1 2  Rhodes 1986，第267頁.
76. ↑  Segrè 1970，第222-223頁.
77. ↑  Columbia.
78. ↑  Fermi 1938.
79. 1 2  Rhodes 1986，第269–270頁.
80. ↑  Anderson et al. 1939.
81. ↑  Von Halban, Joliot & Kowarski 1939.
82. ↑  Anderson, Fermi & Hanstein 1939.
83. ↑  Anderson 1973.
84. 1 2  Anderson, Fermi & Szilárd 1939.
85. ↑  Salvetti 2001，第186–188頁.
86. ↑  Bonolis 2001，第356–357頁.
87. ↑  Salvetti 2001，第185頁.
88. ↑  Salvetti 2001，第188–189頁.
89. ↑  Rhodes 1986，第314–317頁.
90. ↑  Salvetti 2001，第190頁.
91. ↑  Salvetti 2001，第195頁.
92. ↑  Salvetti 2001，第194–196頁.
93. ↑  Rhodes 1986，第399–400頁.
94. 1 2  Salvetti 2001，第198–202頁.
95. ↑  Fermi 1946.
96. ↑  Compton 1956，第144頁.
97. ↑  Bonolis 2001，第366頁.
98. ↑  Hewlett & Anderson 1962，第207頁.
99. ↑  Hewlett & Anderson 1962，第208–211頁.
100. ↑  Jones 1985，第205頁.
101. ↑  Segrè 1970，第104頁.
102. ↑  Hewlett & Anderson 1962，第304–307頁.
103. ↑  Jones 1985，第220–223頁.
104. ↑  Bonolis 2001，第368–369頁.
105. ↑  Hawkins 1961，第213頁.
106. ↑  Rhodes 1986，第674–677頁.
107. ↑  Jones 1985，第531-532頁.
108. ↑  Fermi 1954，第244-245頁.
109. ↑  Segrè 1970，第157頁.
110. ↑  Segrè 1970，第167頁.
111. ↑  Holl, Hewlett & Harris 1997，第xix–xx頁.
112. ↑  Segrè 1970，第171頁.
113. ↑  Segrè 1970，第172頁.
114. ↑  Hewlett & Anderson 1962，第643頁.
115. ↑  Hewlett & Anderson 1962，第648頁.
116. ↑  Segrè 1970，第175頁.
117. 1 2  Segrè 1970，第179頁.
118. ↑  Bonolis 2001，第381頁.
119. ↑  Hewlett & Duncan 1969，第380–385頁.
120. ↑  Hewlett & Duncan 1969，第527–530頁.
121. ↑  Cooper 1999，第102–103頁.
122. ↑  Mathematics Genealogy Project.
123. ↑  Nobel Foundation 1990.
124. ↑  Nobel Foundation 1988.
125. 1 2  Bonolis 2001，第374–379頁.
126. ↑  Fermi & Yang 1949.
127. ↑  Jacob & Maiani 2001，第254–258頁.
128. ↑  Bonolis 2001，第386頁.
129. ↑  Jones 1985a，第1–3頁.
130. ↑  Fermi 2004，第142頁.
131. ↑  Hucke & Bielski 1999，第147, 150頁.
132. 1 2 3  Bretscher & Cockcroft 1955.
133. ↑  Alison 1957，第135–136頁.
134. ↑  Götterdämmerung.org.
135. ↑  Time 1999.
136. ↑  Snow 1981，第79頁.
137. ↑  Eugene Wigner; Andrew Szanton.  [乱世学人——维格纳自传]. 哲人石丛书. 关洪 (翻译), 匡志强 (责任编辑) 1. 中国上海冠生园路393号: 上海科学技术出版社. 2001: 6–8 [1992]. ISBN 7-5428-2681-6 （中文（中国大陆））.
138. ↑  Ricci 2001，第297–302頁.
139. ↑  Ricci 2001，第286頁.
140. ↑  Chicago b.
141. ↑  Salvini 2001，第5頁.
142. ↑  Von Baeyer 1993，第3–8頁.
143. ↑  Fermi 1954，第242頁.
144. ↑  Salvini 2001，第17頁.
145. ↑  Fermilab.
146. ↑  NASA 2008.
147. ↑  WNA.
148. ↑  CNEA.
149. ↑  Seaborg 1978，第2頁.
150. ↑  Hoff 1978，第39–48頁.
151. ↑  DOE 2015.